# Кристофер Лаксон
Кристофер Марк Лаксон (енгл. Christopher Mark Luxon; Крајстчерч, 19. јул 1970) је новозеландски политичар и бивши пословни руководилац који је обављао функцију 42. премијера Новог Зеланда од 2023. године, претходно као лидер опозиције од 2021. до 2023. године, и као лидер Националне странке од 2021. године. Члан је парламента за Ботани од 2020. године. Био је главни извршни директор (CEO) компаније Ер Њу Зеланд од 2012. до 2019. године.
Лаксон је рођен у Крајстчерчу и одрастао је у Хавику у Источном Окланду, пре него што је студирао трговину на Универзитету у Кентерберију. Радио је за Јунилевер од 1993. године и обављао је високе функције у Јунилевер Канада 2008. године, придруживши се Ер Њу Зиланду као генерални директор групе 2011. године и наследио је као генерални директор следеће године. Победио је на предизбору за сигурно место Националне странке у Ботанију у Источном Окланду 2019. године и задржао је место за Националну на општим изборима 2020. године упркос убедљивом поразу странке на националном нивоу.
Лаксон је често промовисан као потенцијални лидер Националне странке током турбулентног периода за странку политички након општих избора 2017. године, чак и пре него што је постао посланик. Освојио је лидерство без противкандидата 30. новембра 2021. године, нешто више од осам месеци након што је одржао свој први говор, након што је криза странке довела до смене претходне лидерке Џудит Колинс. Поставши седми лидер Националне странке за мање од пет година, Лаксон је преоријентисао странку око рецесије изазване КОВИД-19 и „кризе трошкова живота“, критикујући лабуристе због њиховог вођства. Предводио је своју странку до освајања 15 места и већине од 48 на општим изборима 2023. године, након што су анкете смањиле број гласова, а затим снажно фаворизовале Националну од средине године па надаље. Упркос разлици од 12 процентних поена, Национална је освојила други најнижи удео гласова од свих странка које су освојиле већину по пропорционалној заступљености.
Лаксон је потом положио заклетву као премијер 27. новембра 2023. године и предводи Шесту националну владу, уз помоћ две странке, ACT Нови Зеланд и Нови Зеланд Први.

## Премијер (од 2023)
Дана 14. октобра 2023. године, Кристофер Лаксон је предводио Националну странку до победе над Лабуристичком странком на општим изборима 2023. године, са 48 места и 38,1% гласова странке. Лаксон је задржао своје место у електорату Ботани са 67% гласова. Коалициони преговори између Националне, ACT и Новозеландске прве странке завршени су 24. новембра, а Лаксон је положио заклетву за премијера од стране генералне гувернерке Синди Киро 27. новембра.
Новозеланђани могу бити позитивни у погледу будућности. Промене неће бити лаке нити брзе, јер су нам лабуристи оставили много тога за поправку и обнову, а књиге нису у добром стању. Али кажем вам, нема ничега што не може да уради влада која заиста зна шта ради. Нема ничега што не може да уради када ставимо Новозеланђане на прво место. О томе се све ради и шта ће ова влада урадити. То је оно што ћемо ми урадити. То је оно због чега смо дошли овде. Наш тим је на месту, наши партнери су спремни, народ нам је дао мандат и спремни смо да кренемо на посао. Хвала вам пуно.— Луксон у свом првом говору у парламенту као премијер, 6. децембра 2023.

### Унутрашња политика
Крајем новембра 2023. године, Лаксон је објавио стодневни план владе, који се састојао од 49 економских, питања трошкова живота, закона и реда и јавних служби на која ће се коалициона влада фокусирати. Почетком децембра 2023. године, Лаксон је, заједно са министром за опоравак од циклона Марком Мичелом и министром за саобраћај и локалну самоуправу Симеоном Брауном, посетио Хокс Беј како би се састао са локалним лидерима и локалним посланицама, Кејти Нимон и Кетрин Вед, како би разговарали о владиној подршци напорима за помоћ након поплава и циклона Габријел у региону. Током посете, Лаксон је потврдио да ће Влада паузирати радове на обнови железничке пруге Нејпир-Ваироа како би се фокусирала на поправку државног аутопута 2.
Средином децембра 2023. године, Лаксон је признао да је користио јавна средства додељена његовом буџету као лидера опозиције за плаћање часова маорског језика. Раније током месеца, коалициона влада коју предводи национална влада разматрала је прекид подстицајних исплата за јавне службенике да уче маорски језик. Лаксон је бранио коришћење новца пореских обвезника за плаћање часова маорског језика, наводећи да је „развијање бољих вештина у маорском језику веома релевантно за његову улогу лидера опозиције и потенцијалног премијера. Лидер лабуриста и лидер опозиције Крис Хипкинс оптужио је Лаксона за лицемерје, док је менаџер кампање Синдиката пореских обвезника Новог Зеланда Конор Молој позвао Лаксона да врати трошкове часова.
11. фебруара 2024. године, Лаксон и министар за ванредне ситуације и опоравак Марк Мичел објавили су да ће влада допринети са 63 милиона новозеландских долара како би помогли у уклањању седимента и отпадака изазваних циклоном Габријел у округу Хокс Беј и Гисборн. 13. фебруара, Лаксон је смањио ограничење трошкова за министарске аутомобиле са 85.000 новозеландских долара на 70.000 новозеландских долара као део владиних мера за смањење трошкова јавног сектора. Портпарол је такође потврдио да Лаксон неће сам купити министарски аутомобил. Лаксон је одржао свој први говор о стању нације 18. фебруара, где је окривио претходну лабуристичку владу за несигурно стање економије. Лаксон је такође изјавио да ће се његова влада фокусирати на обнављање економије смањењем јавне потрошње и „бирократије“, уз проналажење равнотеже између економског раста и заштите животне средине. Истог дана, Лаксон је присуствовао годишњем фестивалу Big Gay Out у предграђу Окланда, Поинт Шевалије, али је рано отишао након што се сусрео са противљењем трансродних људи и палестинских демонстраната солидарности.
Дана 2. априла 2024. године, Лаксон је објавио акциони план од 36 тачака за други квартал за наредна три месеца, фокусирајући се на економију и трошкове живота, закон и ред и јавне услуге. Значајне политике и приоритети укључују смањење расипничких трошкова, улагање у услуге „прве линије“, доношење закона о олакшицама пореза на доходак, пореске олакшице за бригу о деци, побољшање маркетинга закупнине и поновно увођење чартер школа, искључивање пољопривреде из Шеме трговине емисијама, поништавање забране истраживања гаса и нафте на мору, враћање закона о три кривична дела, ревизију регистра ватреног оружја, успостављање категорије малолетних тешких преступника, побољшање обуке наставника и похађања школе и замену мега политехничке школе Те Пукенга. Ко-лидерка Зелених, Клое Сварбрик, рекла је да акциони план владе не садржи „смислена решења“ у владиној „бинго картици за уништавање животне средине и економију цурења“.
Крајем априла 2024. године, Лаксон је одузео Мелиси Ли министарски портфељ за медије и комуникације, а Пени Симондс портфељ за питања инвалидитета током реконструкције кабинета. Ли се суочила са критикама због свог одговора на затварање Newshub-а од стране Warner Bros. Discovery New Zealand, док се Симондс суочила са критикама због начина на који је поступала са променама у финансирању и услугама за особе са инвалидитетом. Ли је такође разрешена своје позиције у кабинету. Лаксон је именовао Пола Голдсмита у портфолио за медије и комуникације, Луиз Апстон у портфолио за питања инвалидитета и унапредио министра за климатске промене и приходе Сајмона Вотса у кабинет.
Крајем истог месеца, објављена је анкета 1News-Verian, која је показала да коалициона влада National-ACT-New Zealand First убедљиво заостаје за левим блоком лабуриста, Зелене странке и Те Пати Маори. Анкета је показала да Национална заостаје за 2 поена на 36 поена, ACT за 1 на 7, а New Zealand First на 4%, испод прага од 5% потребног да странка без места у изборним јединицама уђе у парламент (али унутар маргине грешке). Анкета је показала да ће бити формирана прилично удобна влада предвођена лабуристима, са 64 места. Такође је бацила сумњу на снагу Лаксоновог вођства у поређењу са вођством његових коалиционих партнера Винстона Питерса и Дејвида Сејмура, јер је само 51% испитаника веровало да је Лаксон доносилац одлука у влади.
Накнадна анкета коју је спровео Талбот Милс за свог клијента, лабуристе, показала је да влада предвођена лабуристима има тешку већину од 62 места, док је Рој Морган открио да 54% испитаних верује да Нови Зеланд иде у „погрешном смеру“, а само 35% верује да је у правом смеру. Ови резултати су се широко сматрали без преседана, или барем веома необичним, за било коју владу тако рано у свом првом мандату. Анкета је наводно обележила први пут у модерној историји Новог Зеланда да је влада била мање популарна од свих опозиционих странака заједно у том временском оквиру, према TVNZ. Већ у фебруару, Лаксон је примећен да није доживео „медени месец“, као што то имају новонастали премијери, посебно одмах након успешних избора, већ је остао стабилан, према 1News. Лаксон је одбацио анкете, рекавши „оно што смо овде да радимо није увек лако и лепо, али смо овде да доносимо тешке и неопходне одлуке“. У јуну, анкета је показала да Лаксон први пут заостаје за лидером опозиције Крисом Хипкинсом у нето наклоности.
Дана 5. маја 2024. године, министар за локалну самоуправу Симеон Браун и градоначелник Окланда Вејн Браун заједно су објавили да ће Окланд избећи повећање стопа од 25,8 процената као део владиног плана „Локално добро урађена вода“. Дана 6. маја, Лаксон и министар полиције и корекција Марк Мичел објавили су да ће влада издвојити 1,9 милијарди новозеландских долара из предстојећег буџета Новог Зеланда за 2024. годину за обуку 470 нових службеника у корекцијама и додавање 810 кревета затвору Вајкерија.
Почетком августа 2024. године, Лаксон и министарка просвете Ерика Станфорд објавили су планове за увођење новог наставног плана и програма математике од почетка 2025. године са фокусом на подизање стандарда и постигнућа ученика. Као одговор, Новозеландски образовни институт изразио је забринутост да би брзе промене наставног плана и програма математике и кратак временски оквир за обуку наставника оптеретили наставничку радну снагу, а да не би остварили своје циљеве.
Током годишње конференције локалне самоуправе Новог Зеланда одржане 21. августа 2024. године, Лаксон је позвао локалне и регионалне савете да се фокусирају на сакупљање смећа, водоводну инфраструктуру и другу локалну имовину. Такође је критиковао „пројекте које је лепо имати“ као што је конгресни центар Такина. Лаксон је такође потврдио да је кабинет пристао да ревидира Закон о локалној самоуправи и укине четири одредбе о добробити у том закону.
Дана 10. новембра 2024. године, Лаксон је у парламенту уручио национално извињење владе Новог Зеланда жртвама злостављања у државној и верској нези, наводећи да је „то било ужасно. Било је срцепарајуће. Било је погрешно. И никада се није смело догодити...“. Лаксон је такође објавио да влада уводи законе за борбу против злостављања у нези, укључујући забрану претреса деце до гола и јачање безбедносних провера за људе који раде са децом.
Дана 19. децембра 2024. године, Лаксон је потврдио да неће присуствовати догађајима на имању Споразума Ваитанги 4. фебруара 2025. године, наводећи да му је намера да прослави Дан Вајтанги широм Новог Зеланда са различитим iwi-јима. Председник Националног фонда Вајтанги, Пита Типене, изразио је разочарање Лаксоновом одлуком, док је лидер лабуриста Крис Хипкинс рекао да Лаксон „бежи од проблема које је сам створио“.

### Инвазија Русије на Украјину
Дана 9. јула 2024. године, Лаксон је напустио Нови Зеланд и отпутовао у Вашингтон како би присуствовао самиту у Вашингтону 2024. године као савезник Индо-пацифичке регије. Следећег дана, састао се са члановима америчке администрације и Конгреса, укључујући републиканског конгресмена Мајкла Меколa, демократског конгресмена Грегорија Микса, демократске сенаторе Бена Кардина и Џона Ософа и републиканског сенатора Џима Риша. Током свог путовања у Сједињене Државе, Лаксон је такође издвојио 16 милиона новозеландских долара за подршку Украјини у њеном рату против Русије. Дана 11. јула, присуствовао је вечери у Белој кући и разговарао са америчким председником Џоом Бајденом, британским премијером Киром Стармером и републиканским сенатором Билом Хагертијем. Касније тог дана, Лаксон се састао са украјинским председником Володимиром Зеленским, јапанским премијером Фумиом Кишидом, јужнокорејским председником Јун Сук Јолом и замеником премијера Аустралије Ричардом Марлсом током састанка Индо-пацифичке четворке како би изразио солидарност са Украјином. Дана 13. јула, Луксон је посетио Сан Франциско где се састао са гувернером Калифорније Гавином Њусомом, завршавајући своју петодневну турнеју по Сједињеним Државама.
Након састанка Трампа и Зеленског 2025. године, одржаног 28. фебруара 2025. године, Лаксон је поновио подршку Новог Зеланда Украјини, наводећи да Нови Зеланд остаје „чврст у својој подршци Украјини док се брани у рату који је Русија започела“ и позвао је Русију да прекине рат са Украјином. Дана 15. марта, Лаксон је присуствовао виртуелном самиту међународних лидера на којем је разговарано о распоређивању мировних снага у Украјину у случају мировног споразума са Русијом.

## Спољашне везе
- Profile на веб-сајту Парламента Новог Зеланда